# Razpolovna debelina
Razpolòvna debelína (oznaka l1/2 ali d1/2) je tolikšna debelina absorbirajoče plasti, ki natanko polovico vpadle gostote energijskega toka absorbira, polovico pa prepusti.
Razpolovna debelina je povezana z absorpcijskim koeficientom μ:
{\displaystyle l_{1/2}={\frac {\ln 2}{\mu }}}